# Производство кофе в Гватемале
Производство кофе в Гватемале исторически является важной отраслью экономики страны.

## История

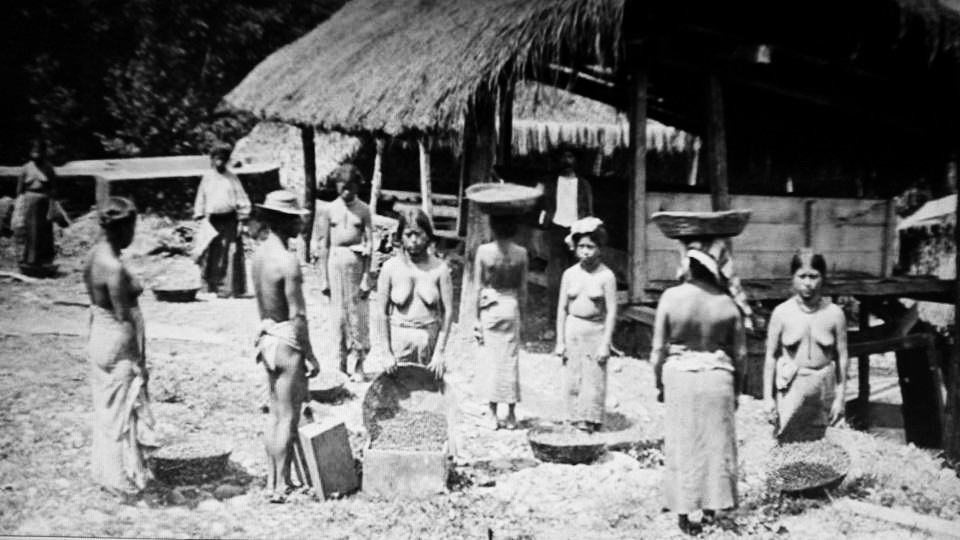
Работники кофейной плантации (1875 год)

Первые кофейные деревья на территорию в границах Гватемалы были завезены монахами-иезуитами в 1750 году.
Строительство железной дороги (введенной в эксплуатацию в 1880 году) позволило увеличить объёмы экспорта товаров из внутренних районов страны. В 1881 году экспорт кофе из Гватемалы составил 45,2 тыс. стандартных мешков. В начале 1890-х годов кофе уже являлся главным предметом экспорта.
Начавшаяся в 1914 году Первая мировая война привела к снижению товарооборота Гватемалы с европейскими странами (особенно с Центральными державами), а в 1917 году правительство страны разорвало дипломатические отношения с Германской империей.
В ноябре 1924 года с Веймарской республикой был подписан торговый договор на условиях наибольшего благоприятствования, и в дальнейшем немецкое влияние в стране стало увеличиваться. К 1929 году немецкие инвестиции оценивались в 20 млн долларов США (они были вложены в кофейные плантации, банки и отчасти — в железные дороги). Начавшийся в 1929 году всемирный экономический кризис тяжело отразился на экономике страны (основу которой составляло монокультурное земледелие).
После начала Второй мировой войны европейское влияние на экономику Гватемалы стало снижаться, при этом влияние США продолжало возрастать. В 1940 году по инициативе США было подписано соглашение, определяющее квоты экспорта кофе для 14 латиноамериканских стран-экспортёров кофе. Для контроля за выполнением условий соглашения было создано «Панамериканское кофейное бюро» в Вашингтоне. После японской атаки на Перл-Харбор и объявления США войны Японии, Германии и Италии, правительство Гватемалы также объявило им войну и в 1942 году конфисковало имущество Третьего рейха на своей территории (в том числе, принадлежавшие немцам кофейные плантации).
После создания в 1963 году организации стран-экспортёров кофе Гватемала стала участником этой организации.
В 1960-е годы Гватемала являлась отсталой сельскохозяйственной страной, основой экономики которой было сельское хозяйство. Кофе выращивался на плантациях и являлся одним из главных экспортных товаров. В 1968 году сбор кофе составил 111 тыс. тонн; экспорт кофе в 1968 году составлял 45,5 % от всего экспорта страны.
21 июля 1995 года Гватемала вступила во Всемирную торговую организацию.
В первой половине 2000-х годов главной экспортной культурной по-прежнему оставался кофе (сбор в 2004 году — 222 тыс. тонн зелёных зёрен), при этом 80 % урожая выращивали на крупных плантациях, принадлежащим крупным землевладельцам и иностранным компаниям. Некоторая часть кофейных зёрен перерабатывается на местных предприятиях (в молотый кофе, растворимый кофе и другие пищевые продукты).

## Современное состояние

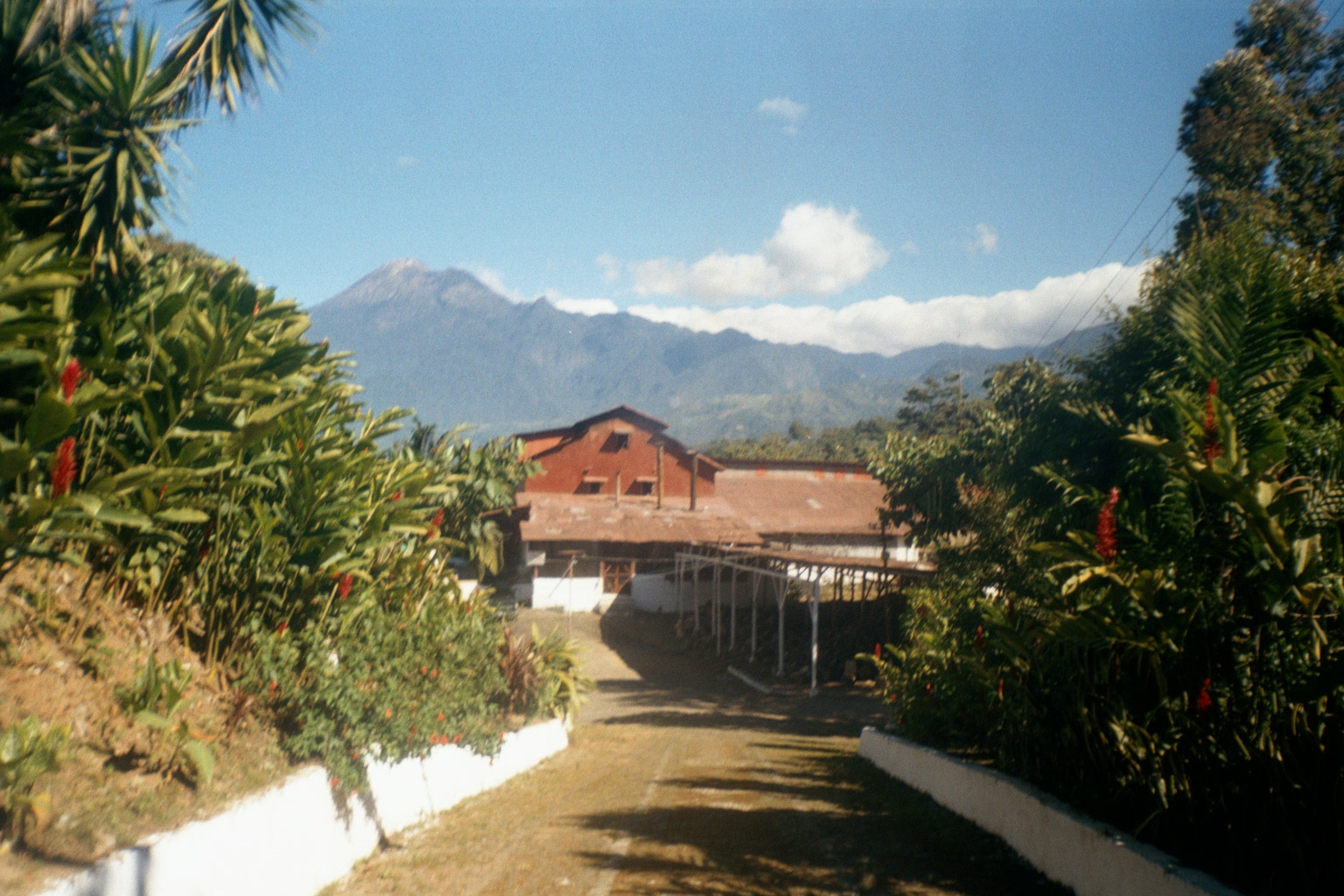
Кофейная плантация возле Сан-Маркоса (2005 год)

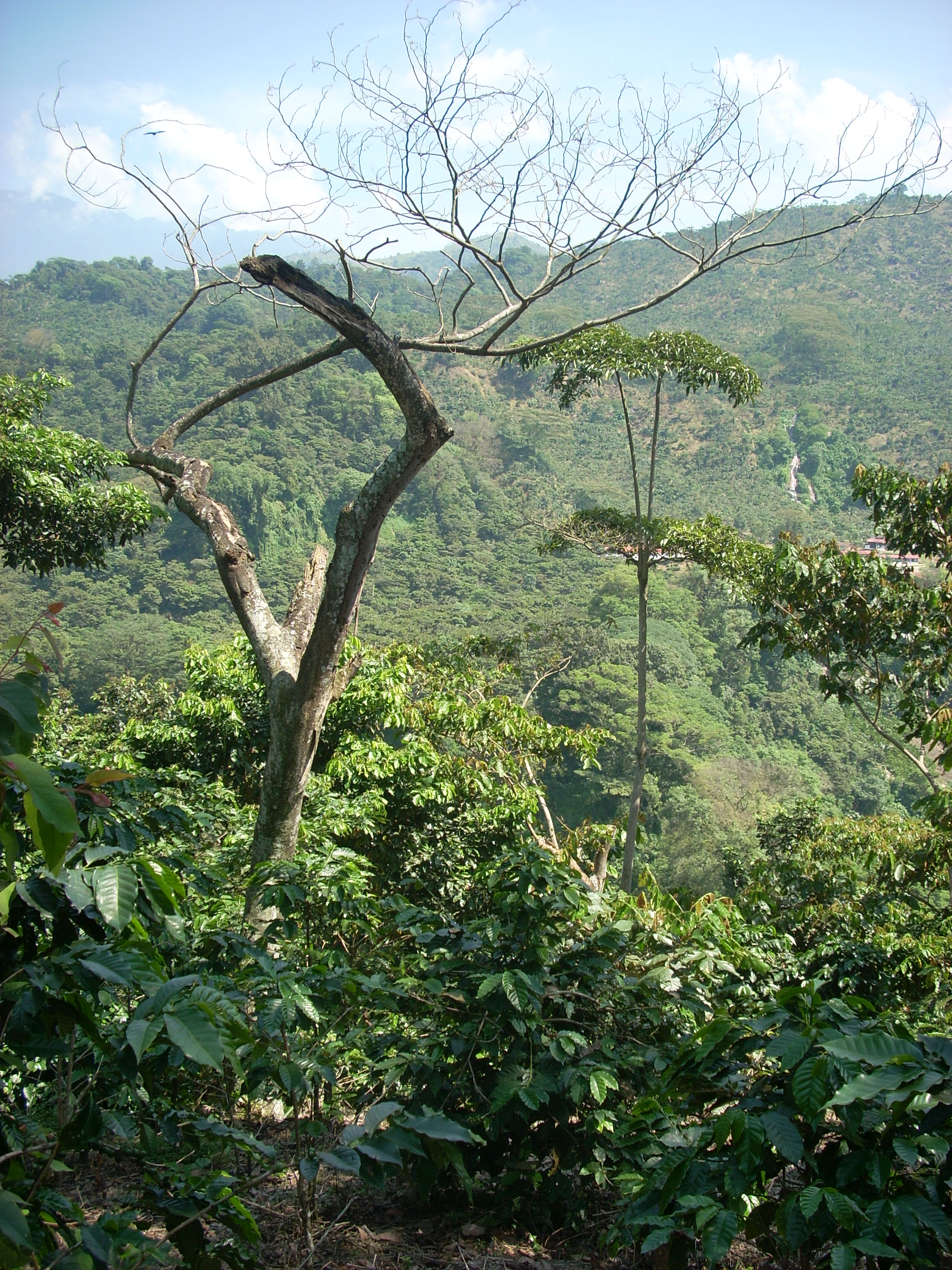
Плантация вблизи Сан-Рафаэль Пие Де Ла Куэста (2010 год)

Страна является одним из главных поставщиков кофе в США. Занимает 8-е место среди стран-производителей кофе и производит около 150 тыс. тонн ежегодно. В кофейной индустрии занят каждый третий трудоспособный гватемалец, а его продажи приносят примерно 40 % дохода от всего экспорта сельскохозяйственной отрасли страны.
Сегодня выращиванием кофе занимается около 125 тыс. производителей в 20 из 22 департаментов страны. Кофейные плантации занимают около 270 тыс. гектар, это означает, что примерно 6,5 % лесного покрова страны занимают кофейные леса, а количество кофейных деревьев составляет около 800 млн штук.
По большей части, кофейные плантации расположены на высоте 1600—2000 метров над уровнем моря и выше.
98 % кофейных деревьев в Гватемале растет в тени. Такая практика получила широкое распространение из-за особенностей местного климата, таких как: сильное ультрафиолетовое излучение, сильные ливни и штормовые ветра. В качестве источника тени используют другие агрокультуры в основном растения рода инга, семейство бобовых. Около половины всех теневых деревьев составляет именно инга. Также в качестве теневых деревьев используются гревиллея мощная, называемая «шёлковым дубом».
В Гватемале произрастает сорт арабики под названием «Марагоджип». Его особенностью являются особо крупные зёрна, превосходящие по размерам другие сорта примерно в 2 раза, однако многие дегустаторы дают невысокую оценку его вкусовым качествам.